# Poul Svendsen
Poul Verner Svendsen (født 21. april 1927 i København, død 2. januar 2024) var en dansk roer, som repræsenterede Frederiksværk Roklub
Svendsen vandt, sammen med Svend Pedersen fra Frederiksværk og Jørgen Frantzen fra Holbæk, bronze i toer med styrmand ved OL 1952 i Helsinki. Danskerne sikrede sig medaljen efter en finale, hvor Frankrig vandt guld mens Tyskland fik sølv. Trioen havde op til legene trænet (uden træner) på Arresø i Nordsjælland, og ved hjemkomsten fra Helsinki blev de tre hyldet af 2000 Frederiksværk-borgere på byens torv.
Bronzemedaljen var den ene af seks danske medaljer ved 1952-legene. Det var det eneste OL, Svendsen deltog i.

## OL-medaljer
- 1952:  Bronze i toer med styrmand